# Deskomp
Deskomp est un groupe de musique bretonne d'inspiration traditionnelle.
Sa musique se caractérise par un dialogue entre le chant en langue bretonne et la harpe celtique, enrichi par les sonorités des divers instruments qui, depuis 1996 (année de création de la formation), se sont côtoyés en son sein : la guitare, le violon, la flûte traversière en bois, le bodhran, la clarinette... La plupart étant communément utilisé dans la musique celtique. Cependant, l'évolution récente de la formation, avec l'apport d'instruments venus d'autres traditions ou d'autres univers musicaux, alliée au goût inchangé pour les arrangements recherchés, donne à la musique de Deskomp une couleur résolument atypique.
Le nom signifie « apprenons » en breton, ce qui caractérise la démarche du groupe qui souhaite toujours rester à l'écoute de ce que les anciens et les autres musiciens ont à lui apprendre.

## Composition actuelle
- Gaël Billien : Chant
- Jérôme Goffette : Basse, violon et Contrebasse depuis 2013
- Frédérique Pinot : Harpe celtique
- David Sérandour : Flûte traversière en bois
- Zoé Rousselin : Guitare

## Discographie

### Albums
Tous les albums ont été auto-produits et auto-distribués.
- 1999 : En Tu All D'ar Stered
- 2002 : Digorit an Nor
- 2005 : Harzoù Nevez
- 2007 : Dek ha Tri
- 2016 : Mare an Eost

### Participations
- Pariz - Breizh Noz : 2 titres sur cette compilation des groupes bretons d’Île-de-France.
- War an Hent : Frédérique "Freddie" Pinot (harpe) et Gaël Billien (chant) sont invités sur le titre éponyme du quatrième album du groupe Kroazhent.

### Autres réalisations
- Hanter-kant Vloaz : CD 3 titres des harpistes de Deskomp. Réunissant les harpistes passés et présents du groupe, ce disque a été conçu pour fêter les 50 ans (d'où son titre) de la renaissance de la harpe celtique; les trois airs, uniquement instrumentaux, sont insérés dans le concert live de l'album "Harzoù nevez".